# Sant Cristòfol de Vilanova i la Geltrú
Sant Cristòfol de Vilanova i la Geltrú és una ermita de Vilanova i la Geltrú (Garraf) protegida com a Bé Cultural d'Interès Local.

## Descripció
L'ermita de sant Cristòfol es de planta de creu llatina i absis rectangular. La nau, els braços del creuer i absis estan coberts amb volta de canó i llunetes cegues i arcs torals. Al creuer trobem una volta de quatre punts. A sota del cor trobem el nàrtex. El campanar és de cadireta i d'una sola arcada. A cada lateral hi ha cossos adossats que consten de planta baixa i planta pis. Aquests estan connectats amb l'ermita i fan les funcions d'habitatge i sagristia respectivament. Tenen coberta a dues vessants.
Les parets de càrrega són de pareda comú.
La façana principal té una porta central d'arc rebaixat i brancals de pedra. Al damunt d'aquesta trobem un petit rosetó. La teulada presenta un ràfec de teula. Les obertures laterals corresponen a l'habitatge, hi ha un balcó suportat per mènsules i finestres. Hi ha una imatge de sant Cristòfol de mosaic a trencadís.